# 慈航真人
慈航真人，又称慈航道人、慈航仙姑、慈航大士、慈航普渡圆通自在天尊，是道教及中國民間信仰的女神，出现于《灵宝经》、明代《历代神仙通鉴》等典籍。唐朝以後的士大夫提出了“三教合一”的主张，道教的慈航真人就逐漸地與觀音菩薩同化了。民間造像往往基於「慈航」二字之意象而讓慈航真人乘龍、龜蛇、大鼇，或是獨木舟。

## 來源
道教經典中關於慈航真人的形象來源有幾種：
- 慈航真人，出現最早是在道教《靈寶經》（約成書于西元397-402年間），但原經失傳，故現存道藏中的《靈寶經》不見關於慈航真人的原文記載，故今據《文選考異》引《文選李善注》引道教《靈寶經》曰：
  - “禪黎世界墜王有女，字妙音。年至四歲仍不言，王怪之，乃棄於南浮桑之阿空山之中。女無糧，常日嚥氣，引月服精，自然充飽。忽與神人會於丹陵之捨，柏林之下。妙音右手題赤石之上。語妙音：汝雖不能言，可憶此文也。遣朱宮靈童，下教妙音治弟之術，授其采書入字之音。於是能言。於山出，還在國中。國中大枯旱，地下生火，人民焦燎，死者過半。穿地取水，百丈無泉。王卻懼。女顯其真，為王仰嘯，天降洪水，至十丈。於是化形隱影而去。”
- 《太上洞玄靈寶慈航元君本行妙經》曰： 
  - 禪黎世界之中，妙莊國土之內，王號妙莊。莊王有女，諱字姓音，乃是通明殿中，玉駕前聖，奉令下生中土。生時有口不言，默默而過。年歲四春，莊王怒之，生汝何用。乃棄姓音於南浮桑阿空山中，時經日長月久，雲過雨休。姓音無糧，常日嚥氣，引月服精，自然充飽。 忽與神人，會於阿空山頂，丹陵之舍，柏林之下。姓音勇伸右手，手題赤石之上。神人語姓音，汝雖不能言，可憶此文矣。姓音觀視手下赤石，靈光頓悟，徐徐頓首。 神人觀畢，指點天空，遣朱宮靈童。靈童下降，勤傳姓音醫治之術，授其採書入字之音。姓音得之真傳，於是口開能言，叩首百拜神人，便欲出阿空山。神人叫住，示姓音隨至跟前。姓音會意，尊進神人之旁。 神人言曰，汝非等閒之輩，乃是通明之臣。昔受天帝敕令而下降夫塵，轉換坤身。以便方方闡教，處處度靈。今授吾之妙法，雖非上頂密功。卻乃濟世之能。再授汝白玉淨瓶一樽，樽中若現楊柳一枝，便是夫世受災之時。汝須觀其音向，聞其音丁，隨其音聲，尋至救世。待此瓶楊柳不開，便是世人度盡，亦是汝回返通明之日，汝須謹記。 姓音尊領法示。百拜而退。 時妙莊國內，受之枯旱之厄。天降赤光，地土生火，人民焦燎，殃者萬半，穿地取水而百丈無泉，搗山覓源而千里皆幹，莊王巨懼，向天仰嘯。 是時，天開雲路，顯一女真，女真手持淨瓶，淨瓶中之楊柳。突發豪光萬丈。升空再而下降。來至火焰之上。點而三點，灑至三灑，時天降洪水，高至數丈，遇火即熄，遇焰便滅。頓時一片清涼，炎氣全消，千里皆得救濟，萬靈得以解脫。莊王欣慰，向天叩拜，乃見女真原為姓音，一時心有所感，頭叩不住，聲聲呼喚。姓音微微頓首，化形隱景而去。
- 《歷代神仙通鑑》卷記載：
  - 普陀落伽岩潮音洞中有一女真，相傳商王時修道於此，已得神通三昧，發願欲普度世間男女。嘗以丹藥及甘露水濟人，南海人稱之曰慈航大士。
- 明代萬曆年間《續道藏·搜神記》中卷三記載：
  - “昔有一國王號曰妙莊王，三女，長妙音，次妙緣，又次妙善，善即菩薩也。王令其贅，不從，逐之後花園，居之白雀寺，尼僧苦以搬茶運水，鬼使代之。王怒，命焚寺，寺僧俱毀於焰，而菩薩無恙如初。命斬之，刀三折。命縊以白練帶，忽黑霧遮天，一白虎背之而去屍多林。青衣童子侍立，遂歷地府過奈河橋，救諸苦難，還魂再至屍多林。太白星君化一老人，指與香山修行。後莊王病惡，剜目斷臂救王，王往禮之。爾時道成，空中現千手千眼靈感觀世音菩薩奇妙之相，永為香山顯跡雲。 ”
- 而在民間流傳最廣的，則是妙善三公主香山修道的傳說，而在道教中，亦有經典《元始天尊說觀音妙經》，其中用簡練的文字敘述了妙善三公主香山修道的事蹟，與民間傳說相似。
- 明代成書的《封神演義》中將慈航真人稱作慈航道人。言祂學承於元始天尊的崑崙十二仙之一，在普陀山落伽洞自立洞府，後來歸於西方釋教（佛教）。由於普陀山為觀世音菩薩的主要道場，因此《封神演義》其實是將道教的慈航真人與佛教的觀世音菩薩結合為同一角色。可能是使得民間一般把慈航真人和觀世音菩薩等同的原因之一。

## 《圓通寶誥》
志心皈命禮。莊王毓秀，受帝命而誕生；教闡南洋，奉敕旨而救劫。尋聲感應，動念垂慈。聖德昭彰，玄功莫測。幽顯昭蘇而蒙恩濟度，品物咸賴而荷惠生成。外道仰依，邪魔皈正。大悲大願，大聖大慈。尋聲救苦救難，隨心消厄消災，碧落洞天帝主，圓通自在天尊。